# Nehézszagú fűz
A nehézszagú fűz (Salix foetida) a fűzfafélék (Salicaceae) család fűz (Salix) nemzetségébe tartozó, havasi növényfaj. Alpesi-pireneusi fűz, a Tengeri-Alpoktól Alsó-Engadinig fellelhető, de főként az Alpok belső vonulatán. A „nehézszagú” elnevezés némileg túlzó, a növény még szárítva is legfeljebb „balzsamosan illatos”. Mészszegény talajok növénye, dísznövényként is ültetik.

## Jellemzői
A nehézszagú fűz sűrű, bokros növésű, 50–100 cm-es magasságig megnövő, felálló, vagy a hó súlyától lenyomva ívesen felemelkedő, berzedten elágazó cserje. 
Az ágak sötétbarnák, bütykösek, a fiatalabb hajtások kopaszak, vörösesbarnák. Az 1,5–3 cm hosszúságú, elliptikus, lapos élű levelek szabályosan fűrészesek, a fogak hegyén feltűnő, világos (kiszáradva sötét színű) mirigyekkel. A merev levéllemez felül sötétzöld, fényes, alul világosabb, kékeszöld, alul-felül kopasz. A levél nyele 3–5 mm-es, a pálhák aprók, fogazottak. Barkái rövid kocsányon ülnek, 12–15 mm hosszúak. A porzós barkák hosszúkás-oválisak csúcstól nyílók, porzószáluk kopasz; a termős barkák rövid henger alakúak, a magház majdnem ülő, orsó formájú, világosszürke, gyapjas szőr borítja. A bibeszál hosszú, a bibe ágai mereven felállnak. A hosszú szőrös, szakállas csúcsú, kétszínű murvalevél az alapján világos, felső szegényén fekete. A nektármirigyek nyomott buzogány alakúak.